# Lamé (teixit)

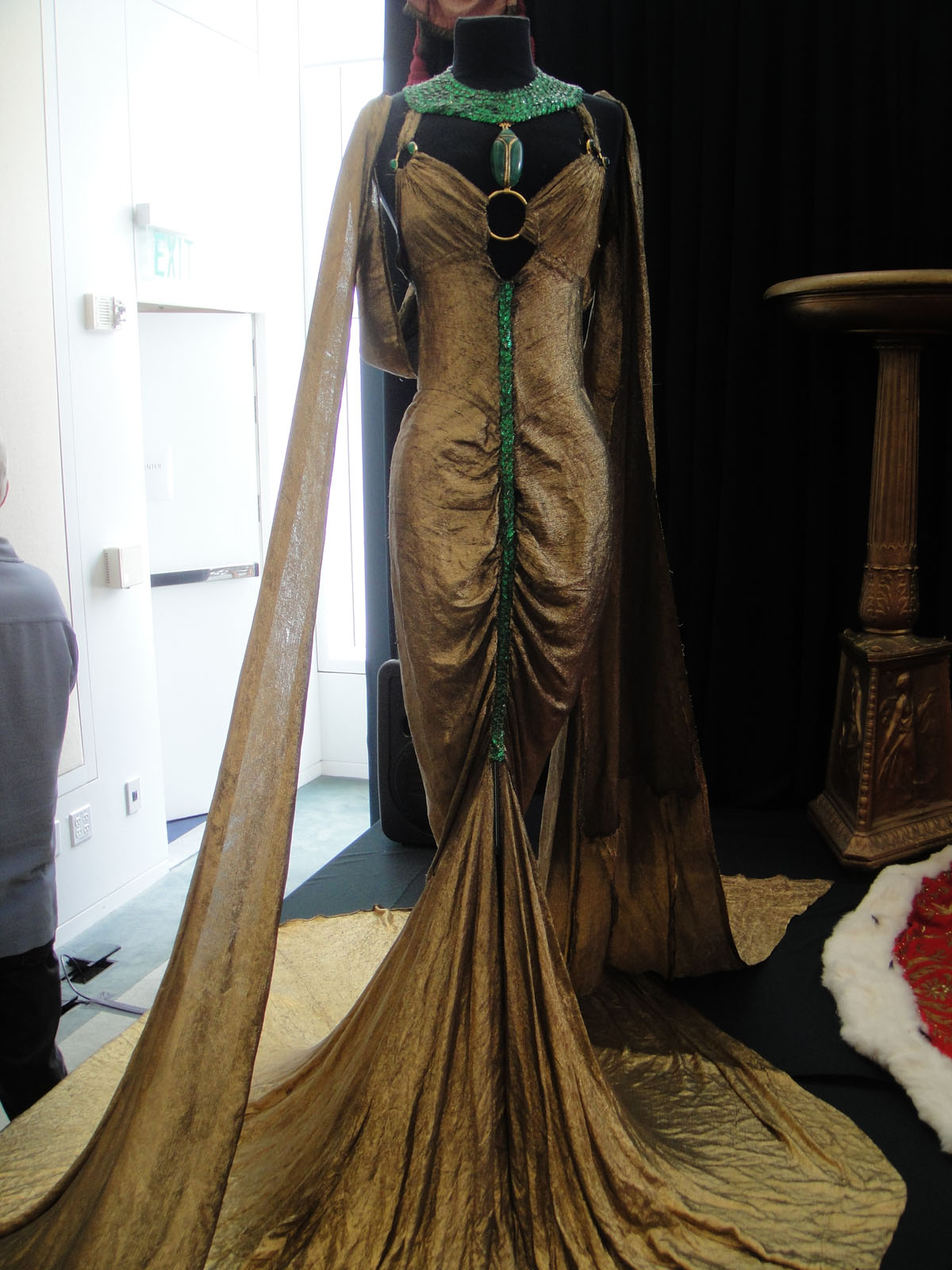
Vestit en lamé or i maragda del film Cleòpatra (1934)

El lamé és un tipus de teixit o punt de mitja amb fils metàl·lics, per oposició al guipé, on els fils metàl·lics són enrotllats al voltant d'un altre fil. És generalment de color ara or o argent; se'n veu de vegades de color de coure. Hi ha diferents varietats de lamé, segons la composició dels altres fils del teixit, com ara el lamé holograma i el lamé perlat.
El lamé és propens al lliscament de costura, la qual cosa el fa mal adaptat per a la roba d'ús freqüent. És més aviat utilitzat per als abillaments per a vetllades i els disfresses de teatre i de dansa. És un material molt apreciat per a les disfresses futuristes i les combinacions espacials als films i sèries d'anticipació.
El lamé és utilitzat igualment en esgrima per a fabricar els gecs que permeten de marcar els tocs del fet de les seves propietats de conducció elèctrica.